# Grammomys dolichurus
Il ratto di boscaglia della savana (Grammomys dolichurus  Smuts, 1832) è un roditore della famiglia dei Muridi diffuso nell'Africa meridionale e orientale.

## Descrizione
Roditore di piccole dimensioni, con la lunghezza della testa e del corpo tra 98 e 130 mm, la lunghezza della coda tra 134 e 205 mm, la lunghezza del piede tra 22 e 27 mm, la lunghezza delle orecchie tra 14 e 22 mm e un peso fino a 60 g.

Le parti superiori variano dal rosso-fulvo al grigio scuro, con dei riflessi rossastri sul fondo schiena. Le parti ventrali e il dorso delle zampe sono bianchi. La linea di demarcazione lungo i fianchi è netta. La coda è più lunga della testa e del corpo. Il cariotipo è 2n=54-61 FN=70-75.

## Biologia

### Comportamento
È una specie arboricola e notturna. Costruisce nidi globulari, intessuti di erba grezza con un sottile rivestimento interno di erba masticata, in alberi cavi, abitazioni umane e grovigli di vegetazione fino a 4 metri d'altezza.

### Alimentazione
Si nutre di parti vegetali.

### Riproduzione
Si riproduce durante l'estate australe.

## Distribuzione e habitat
Questa specie è diffusa nell'Africa meridionale ed orientale.
Vive nelle foreste secche e umide di pianura, nelle boscaglie aride e umide d'altura e in zone frequentate dall'Uomo come campi coltivati, pascoli ed agglomerati urbani.

## Tassonomia
Sono state riconosciute 4 sottospecie:
- G.d.dolichurus: Province sudafricane del Capo Orientale e del KwaZulu-Natal meridionale;
- G.d.baliolus (Osgood, 1910): Provincia sudafricana del Limpopo centrale;
- G.d.surdaster (Thomas & Wroughton, 1908): Provincia sudafricana del Limpopo orientale, Mozambico meridionale, Zimbabwe orientale, Zambia, Angola centro-occidentale, centrale e nord-orientale; Malawi, Repubblica Democratica del Congo meridionale, Tanzania, Burundi, Ruanda, Uganda, Kenya occidentale e meridionale, Sudan del Sud meridionale;
- G.d.tongensis (Roberts, 1931): Provincia sudafricana del KwaZulu-Natal settentrionale.

## Conservazione
La IUCN Red List, considerato il vasto areale, la tolleranza a un gran numero di habitat e la popolazione numerosa, classifica G.dolichurus come specie a rischio minimo (Least Concern).